# Antoine-François Delandine
Antoine-François Delandine, né le 5 mars 1756 à Lyon et mort le 5 mai 1820 dans la même ville, est un avocat et homme de lettres français, qui fit une brève carrière politique lors de la Révolution.

## Biographie
Comme son père était avocat à Lyon d'abord puis à Néronde, il lui fait suivre des études de droit qui l'amènent à être reçu avocat au parlement de Dijon en 1775 et au parlement de Paris en 1777. Il abandonne rapidement cette fonction pour se consacrer à l'écriture et publier en 1780 ses premiers écrits Dissertations historiques sur des antiquités de Bresse et de Lyon.
Il est nommé, en 1795, professeur de législation à l'École centrale du Rhône et plus tard premier directeur de la bibliothèque municipale de Lyon entre 1803 et 1820. Son ouvrage intitulé l’Enfer des peuples, ou Histoire des dieux de l’enfer, lui valut le titre de membre honoraire de la Société royale des antiquaires de Londres. Il donna, en 1804, la huitième édition du Dictionnaire historique des hommes célèbres, par Louis-Mayeul Chaudon, qu’il augmenta de quatre volumes, sans savoir le corriger.

### Carrière politique
Delandine est élu député du Forez aux États généraux. Opposé aux Républicains, il les combattit en suivant les principes révolutionnaires du côté gauche. Sa résistance le fit mal accueillir, à son retour, par la faction qui dominait à Lyon. Il se cacha, mais fut découvert et fut incarcéré sous la Terreur. Le 9 thermidor lui ayant rendu la liberté, il publia le Tableau des prisons de Lyon.

## Principales publications
- Dissertations historiques sur des antiquités de Bresse et de Lyon, 1780.
- L'Enfer des peuples anciens, ou Histoire des dieux infernaux, 1784.
- De la philosophie corpusculaire, ou des Connaissances et des procédés magnétiques chez les divers peuples, Paris, Cochet, 1785.
- Observations sur les romans et en particulier sur ceux de Mme de Tencin, 1786.Paru dans le premier volume des Œuvres de Mme de Tencin.
- Couronnes académiques, ou Recueil des prix proposés par les sociétés savantes, avec les noms de ceux qui les ont obtenus, des concurrents distingués, des auteurs qui ont écrit sur les mêmes sujets, précédé de l'histoire abrégée des Académies de France, Paris, Cochet, 1787.
- Le Conservateur, ou Bibliothèque choisie de littérature, de morale et d'histoire, 4 vol., 1787-1788.
- Des États-généraux, ou Histoire des assemblées nationales en France, des personnes qui les ont composées, de leur forme, de leur influence, & des objets qui y ont été particulièrement traités, 1788.
- De quelques changements politiques opérés ou projetés en France pendant les années 1789, 1790 et 1791, ou Discours sur divers points importants de la constitution et de la nouvelle législation du royaume, Paris, Buisson, 1791.
- Almanach civil, politique et littéraire de Lyon et du département du Rhône, pour l'an VI de la Rép. et les années 1797 et 1798 de l'ère ancienne, avec des Essais historiques sur Lyon, 1797.
- Tableau des prisons de Lyon, pour servir à l'histoire de la tyrannie de 1792 et 1793, Paris, Daval, 1797.
- Bibliothèque publique de Lyon. État de la bibliothèque, 5 vol., 1805-1811.
- Nouveau Dictionnaire historique, ou Histoire abrégée de tous les hommes qui se sont fait un nom depuis le commencement du monde jusqu'à nos jours, avec des tables chronologiques, par Louis-Mayeul Chaudon et Antoine-François Delandine, (8e édition, 1808.Réédition sous le titre : Dictionnaire historique, critique et bibliographique, contenant les vies des hommes illustres, suivi d'un dictionnaire abrégé des mythologies et d'un tableau chronologique des événements les plus remarquables qui ont eu lieu depuis le commencement du monde, par Louis-Mayeul Chaudon et Antoine-François Delandine, continué par Jean-Daniel Goigoux, 20 vol., 1810-1812 ; 30 vol., 1821-1823.
- Manuscrits de la bibliothèque de Lyon, ou Notices sur leur ancienneté, leurs auteurs, etc., précédées d'une histoire des anciennes bibliothèques de Lyon, et en particulier de celle de la ville, 3 vol., 1812.
- Bibliographie dramatique, ou Tablettes alphabétiques du théâtre des diverses nations, 1818.
- Mémoires bibliographiques et littéraires, 1816, s. d.

## Pour approfondir